# Comportement toxique
 (mai 2020).
Si vous disposez d'ouvrages ou d'articles de référence ou si vous connaissez des sites web de qualité traitant du thème abordé ici, merci de compléter l'article en donnant les références utiles à sa vérifiabilité et en les liant à la section « Notes et références ».
Un comportement toxique est un comportement qui porte atteinte à l'activité, au développement ou à la vitalité d’un individu ou d’un groupe de personnes. À l'instar de la toxicité chimique, les effets peuvent varier, selon la forme, la durée et le degré d'exposition aux contraintes, la vulnérabilité ou la résistance individuelle, la cohésion et d’autres facteurs positifs du groupe. Les victimes de comportements toxiques peuvent voir leur quotidien, leurs sentiments ou leur vie perturbés et se trouver conduites à connaître des troubles excédant leur capacité d'adaptation et menaçant leur santé.
Il n'est pas nécessairement intentionnel, mais peut apparaître comme tel en raison de l'absence de remise en cause à l'égard de retours négatifs, et la continuation des faits critiqués.
Le comportement toxique est particulièrement problématique en cas de dépendance et de relations étroites qu'elles soient familiales, éducatives, professionnelles ou autres. Il peut être en partie imposé par leadership ou subordination, se diffuser, ou être imité ou reproduit au sein d'un groupe par conformisme, avec un effet de synergie négative à l'égard des victimes. Un comportement toxique dirigé vers une personne ou plusieurs, est un harcèlement, dont l'intensité peut être renforcée par d'autres aspects dudit comportement, plus anodins, par exemple, si celui-ci dégrade toutes les interactions, ressources ou l'environnement ordinaire. Des composantes ou modalités de comportement toxique peuvent inspirer des modèles ou usages de management, voire des stratégies d'entreprise.

## Caractéristiques psychologiques
Le comportement toxique se manifeste par une communication durablement perturbante et des relations toujours un peu plus dégradées et unilatéralement satisfaisantes.
Leur diversité se retrouve ainsi dans l'inventaire qu'en a fait la thérapeute comportementaliste et cognitiviste Isabelle Nazare-Aga. Le comportement habituel induit plus ou moins insidieusement des sentiments négatifs, tels que le doute, la culpabilité, la défiance ; de malaise, de désarroi et/ou d'absence de liberté en diverses circonstances. Une adaptation et issue positive à ces difficultés est généralement empêchée par un constant sentiment d'incompréhension face à ce qui est ressenti comme inapproprié, incohérent ou confus, infondé ou arbitraire. Le comportement toxique peut aussi exploiter et manipuler les valeurs, la bonne volonté et les sentiments moraux, notamment sursolliciter les compétences et les investissements, sans prêcher par l'exemple et être exigeant à l'égard de soi-même : les problèmes, renouvelés, sont toujours ainsi du fait des autres et le responsable se pose comme victime. La perversité se révèle dans la création de sentiments d'emprise qui mettent la victime, souvent isolée et désemparée, sur la voie de comportements indésirés d'elle-même, souvent inappropriés et aggravant continuellement sa situation. 
Comme groupes aux normes singulières, les sectes peuvent admettre des comportements qui seraient jugés toxiques ailleurs, particulièrement la déstabilisation mentale et l'isolement mental et physique de tout ou partie des membres.